# Jiskra (loď)
Jiskra (loď) byla téměř kopií nejmenší československé námořní obchodní lodi Pionýr, postavenou o tři roky dříve. Postavena byla v Bulharsku, v loděnici u města Varna, stala se v letech 1963 – 1980 součástí flotily společnosti Československá námořní plavba.

## Historie lodě
Loď určenou pro přepravu kusového materiálu vyrobili v Bulharsku a byla pokřtěna názvem Jiskra. Na rozdíl od své starší dvojnice lodě Pionýr měla jen jeden vznětový motor české výroby Škoda o výkonu 1 190 kW. Byla dlouhá jen 90 metrů, nosnost měla 3947 DWT (tedy vyšší, než Pionýr). Dokázala vyvinout rychlost 11,5 uzlu, měla spotřebu 6 tun paliva na den a sloužilo na ní 28 členů posádky včetně kapitána.
Jiskra zahájila svou službu 23. června 1963 a její provoz byl velice výdělečný. Dopravovala vojenský materiál, plula i na Kubu a do Indie, absolvovala 281 plaveb.
V roce 1980 loď Československá námořní plavba prodala do šrotu v Řecku za v přepočtu 3,8 milionů Kč.